# Формування трудового колективу
Трудовий колектив — це група трудящих людей, об'єднаних спільною працею, інтересами та цілями. Деякі американські автори називають колектив «самим могутнім знаряддям, відомим людині». Потенційно він є найефективнішим мотиватором праці, фактором підтримки індивідуальних зусиль і наснаги працівників, творчим середовищем, у якому розкриваються індивідуальні здібності і якості робітників. Люди можуть одержувати задоволення від належності до колективу, присвячувати йому себе, вважати колективні цілі пріоритетними.
Процес створення трудового колективу складається з таких етапів:
1. Встановлення конкретних цілей.
2. Складання графіку робіт.
3. Узгодження різних видів робіт (проведення експерименту).
4. Організаційна робота з розподілу повноважень.
5. Обговорення проблем, проведення дискусій.
6. Аналіз ходу і результатів роботи.
7. Забезпечення зворотного зв'язку.

Для успішного створення трудового колективу підприємства необхідно забезпечити такі умови:
- усі члени колективу повинні чітко уявляти собі цілі спільної роботи;
- вміння кожної людини відомі керівнику та іншим робітникам (відповідно до цього розподілені функції);
- організаційна побудова колективу повинна відповідати завданням, що стоять перед ним;
- у колективі аналізують методи роботи і намагаються їх удосконалювати;
- розвинута самодисципліна, що дозволяє добре використовувати час і ресурси;
- колектив підтримує своїх членів і створює тісні взаємовідносини;
- відносини у колективі є відкритими.

Стадії управління трудовим колективом
Перша стадія: керівник тільки визначає цілі, які повинні бути досягнуті колективом у визначений період часу — зміну, місяць, квартал, рік або інший період.
Друга стадія: інформування колективу. Вона включає ознайомлення колективу із завданням, матеріалами і правилами виконання робіт, джерелами забезпечення їх необхідними ресурсами, системами оплати праці та іншими стимулами, внутрішнім розпорядком і режимом роботи, умовами праці, правилами безпечної поведінки на робочому місці та іншою інформацією.
Третя стадія: передбачає організацію і проведення у трудовому колективі аналітичної роботи, метою якої є виявлення та вивчення організаційних, технологічних і технічних резервів підвищення ефективності роботи колективу; причин і факторів недовиконання і перевиконання виробничих завдань окремими працівниками і підрозділами; кращого досвіду виконання робіт, можливостей оптимального використання обладнання та економії матеріальних цінностей тощо.